# Archidiocèse d'Ayacucho
L'archidiocèse d'Ayacucho (en latin : Archidioecesis Ayacuquensis ; en espagnol : Arquidiócesis de Ayacucho) est un archidiocèse métropolitain de l'Église catholique du Pérou.

## Territoire

Archidiocèse d'Ayacucho
Suffragants

Il comprend le département d'Ayacucho à l'exception des provinces de Parinacochas et Paucar del Sara Sara et une partie de la province de Lucanas qui appartiennent à la prélature territoriale de Caravelí. Le territoire de l'archidiocèse est d'une superficie de 43 815 km2 divisé en 50 paroisses.
L'archevêché est dans la ville d'Ayacucho où se trouve la cathédrale Notre-Dame-des-Neiges.

## Historique
Le diocèse de Huamanga est érigé le 20 juillet 1609 par la bulle Divinae maiestatis du pape Paul V en prenant une partie du diocèse de Cuzco (aujourd'hui archidiocèse de Cuzco). Il est nommé suffragant de l'archidiocèse de Lima.
Il cède une portion de territoire le 28 mai 1803 pour l'érection du diocèse de Maynas (aujourd'hui diocèse de Chachapoyas)puis de nouveau le 5 février 1900 pour l'établissement de la préfecture apostolique de San Francisco d'Ucayali (supprimé le 2 mars 1956 et son territoire divisé entre les trois nouveaux vicariats apostoliques de Pucallpa, Requena et San Ramón).
Par un décret du 15 février 1825 du général Simón Bolívar, président de la république péruvienne, le nom de la ville de Huamanga est changé en Ayacucho en mémoire de la victoire de l'armée indépendantiste péruvienne sur les troupes royalistes lors de la bataille d'Ayacucho.
Le 23 mai 1943, il intègre la province ecclésiastique de Cuzco. Au XXe siècle, il cède du territoire à plusieurs reprises pour l'érection de nouvelles juridictions : le 18 décembre 1944 pour le diocèse de Huancavélica, le 21 novembre 1957 pour la prélature territoriale de Caravelí et le 28 avril 1958 pour le diocèse d'Abancay.
Le 30 juin 1966, il est élevé au rang d'archidiocèse métropolitain par la constitution apostolique Suprema ea usi du pape Paul VI. Le même jour il change son nom d'Huamanga pour celui d'Ayacucho.

## Évêques et archevêques
- Liste des évêques et archevêques de Huamanga-Ayacucho